# Vaugirard (métro de Paris)
Pour les articles homonymes, voir Vaugirard.
Pour la station de la ligne 4 autrefois nommée Vaugirard, voir Saint-Placide (métro de Paris).
Vaugirard est une station de la ligne 12 du métro de Paris, située dans le 15e arrondissement de Paris.

## Situation

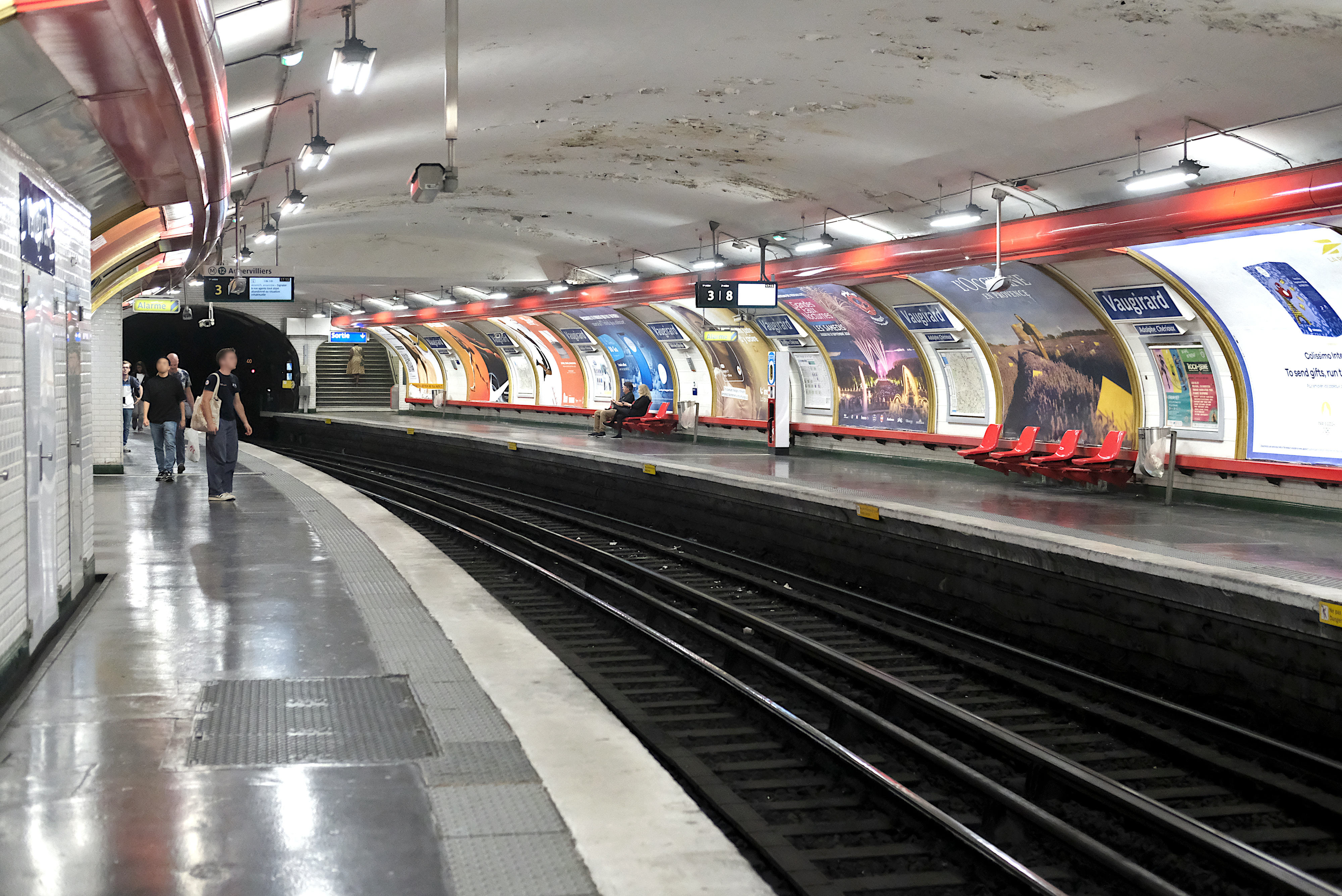
Une station en légère courbe (ici, le quai vers Aubervilliers).

La station s'insère en légère courbe sous la rue de Vaugirard, au niveau de la place Adolphe-Chérioux. Orientée selon un axe nord-est/sud-ouest, elle s'intercale entre les stations Volontaires et Convention.

## Histoire
La station est ouverte le 5 novembre 1910 avec la mise en service du premier tronçon de la ligne A de la Société du chemin de fer électrique souterrain Nord-Sud de Paris (dite Nord-Sud) entre Porte de Versailles et Notre-Dame-de-Lorette.
Elle doit sa dénomination à sa proximité avec l'ex-place de Vaugirard, ainsi qu'à son implantation sous la rue de Vaugirard, la plus longue de Paris, qui menait historiquement à l'ancien village éponyme. Le nom de ce dernier est une déformation de « val Gérard », en hommage à Gérard de Moret, abbé de Saint-Germain. Il contribua au XIIIe siècle à l'essor de ce qui était alors un hameau, qui s'est successivement appelé « Valgérard », « Vaulgérard » et enfin « Vaugirard ». La rue a également donné son nom à la station Rue de Vaugirard de la ligne 4, ouverte la même année et renommée Saint-Placide le 15 novembre 1913 afin d'éviter toute confusion avec la station de la ligne A.
Le 27 mars 1931, la ligne A devient la ligne 12 à la suite de l'absorption de la société du Nord-Sud le 1er janvier 1930 par sa concurrente : la Compagnie du chemin de fer métropolitain de Paris (dite CMP).
La station porte comme sous-titre Adolphe Chérioux à la suite du changement de nom de la place de Vaugirard en 1935, dorénavant baptisée en hommage au politicien Adolphe Chérioux (1857-1934), qui fut élu du 15e arrondissement de Paris. Urbaniste, il est l'auteur de nombreux rapports dont un sur la Création du Nord-Sud, l'établissement de l'ex-ligne A jusqu'à Porte de Versailles constituant une de ses principales réalisations dans son arrondissement.
Comme l'ensemble des points d'arrêt de la ligne 12 à partir des années 1950, les quais sont modernisés avec la mise en place d'un carrossage métallique aux entourages verts, par la suite repeints en rouge.
En 2019, la station a vu entrer 3 445 009 voyageurs, ce qui la place à la 141e position des stations de métro pour sa fréquentation.
En 2020, avec la crise du Covid-19, 1 709 593 voyageurs sont entrés dans cette station ce qui la place à la 145e position des stations de métro pour sa fréquentation.
En 2021, la fréquentation remonte progressivement, avec 2 482 886 voyageurs qui sont entrés dans cette station ce qui la place à la 136e position des stations de métro pour sa fréquentation.

## Services aux voyageurs

### Accès
La station dispose de trois accès établis de part et d'autre de la rue de Vaugirard :
- l'accès 1 « Place Adolphe-Chérioux », constitué d'un escalier fixe doublé d'un escalier mécanique montant et agrémenté d'un mât avec un « M » jaune inscrit dans un cercle, débouchant sur la place au droit du square Adolphe-et-Jean-Chérioux ;
- l'accès 2 « Rue d'Alleray », constitué d'un escalier fixe, se trouvant au droit du no 283 de la rue de Vaugirard ;
- l'accès 3 « Rue des Favorites », également constitué d'un escalier fixe, se situant face au no 281 de la rue de Vaugirard.

Accès à la station
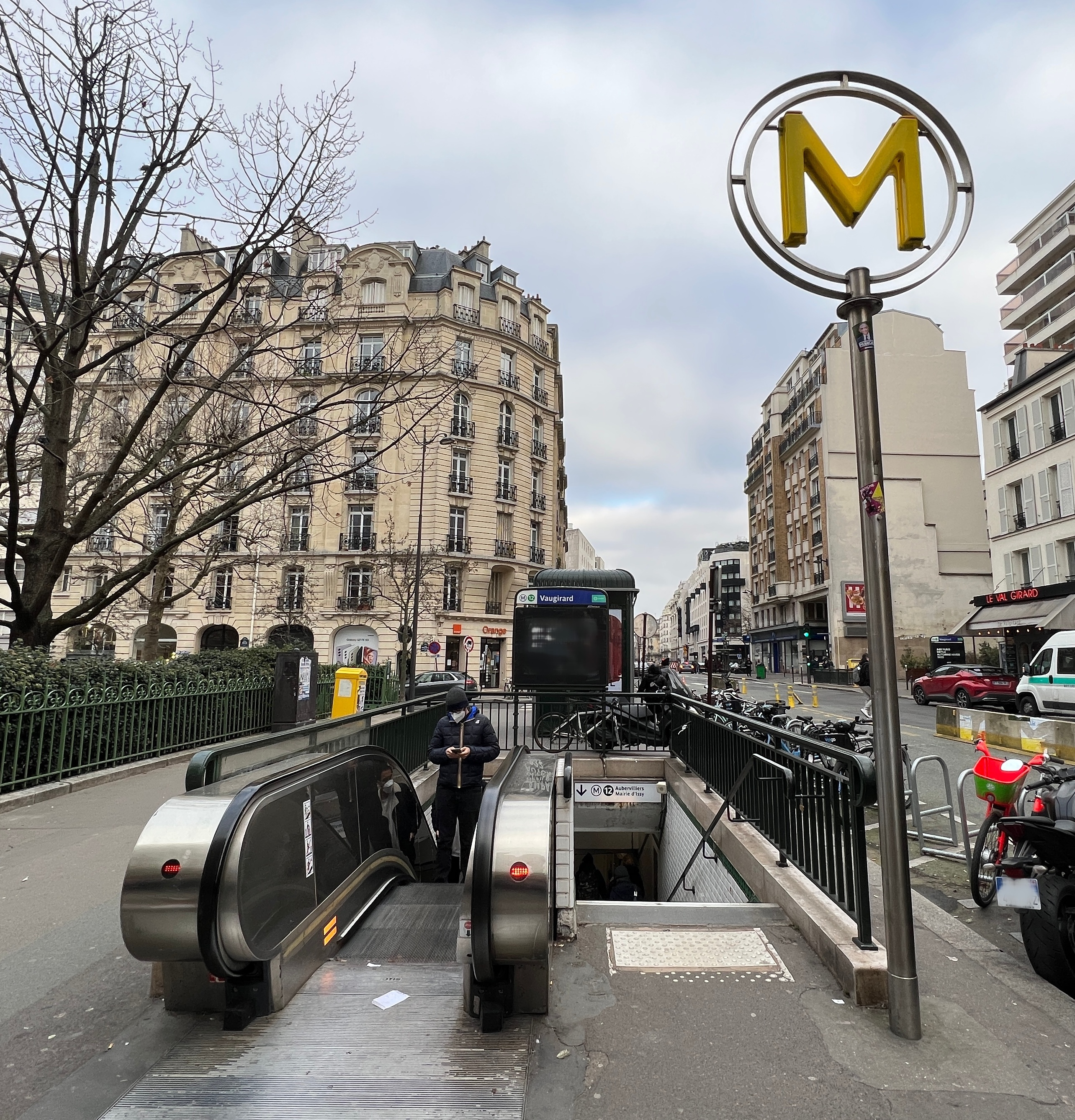
L'accès no 1 « Place Adolphe-Chérioux ».
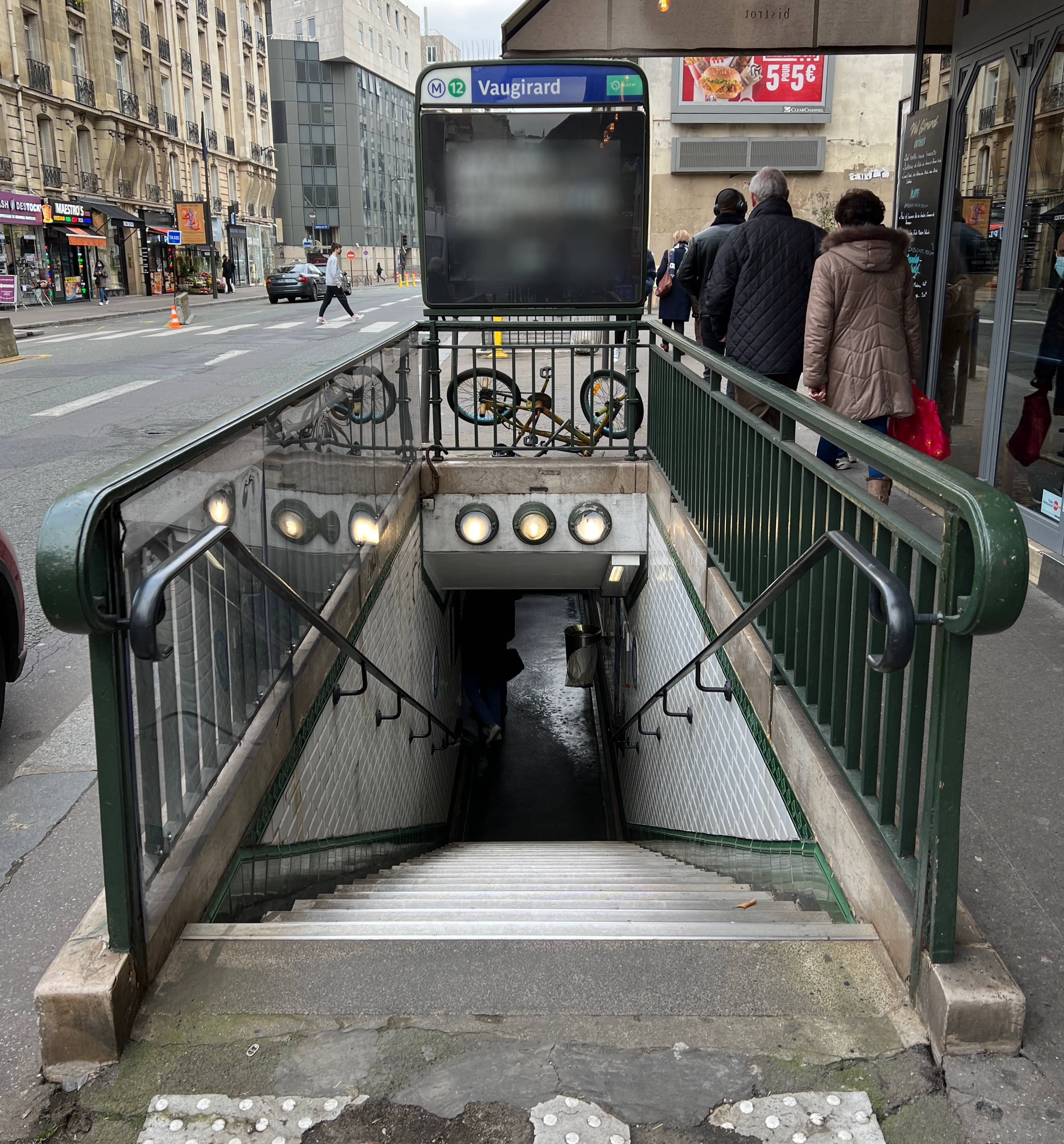
L'accès no 2 « Rue d'Alleray ».
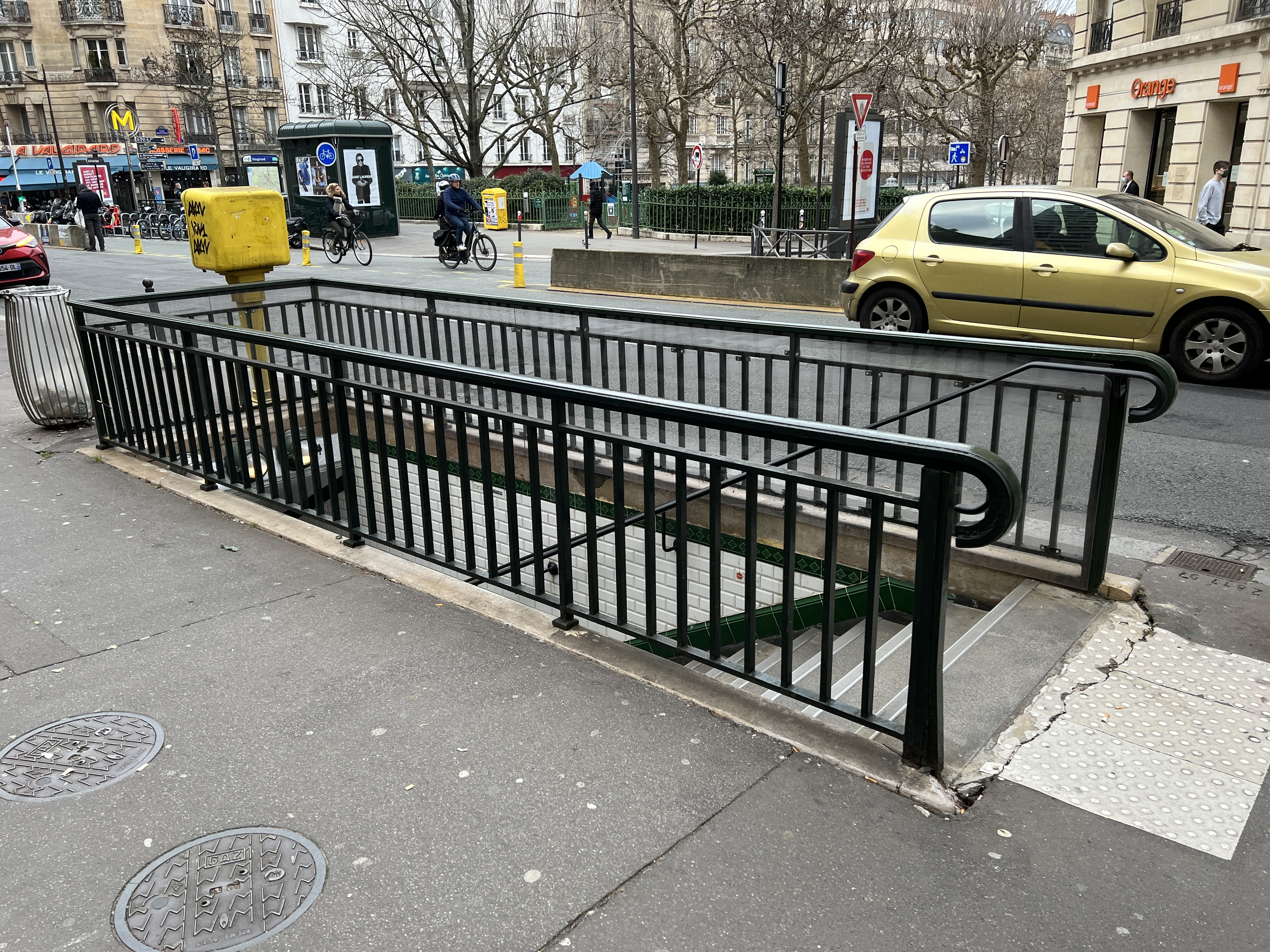
L'accès no 3 « Rue des Favorites ».

.

### Quais
Vaugirard est une station de configuration standard : elle possède deux quais longs de 75 mètres séparés par les voies du métro et la voûte est semi-elliptique, forme spécifique aux ancienne stations du Nord-Sud. En revanche, contrairement à beaucoup de stations de la ligne, le carrelage Nord-Sud a disparu : la voûte est simplement peinte en blanc et les piédroits sont revêtus d'un carrossage avec montant horizontaux rouges et cadres publicitaires dorés éclairés. L'éclairage est complété par des tubes indépendants et le nom de la station est inscrit en police de caractères Parisine sur plaques émaillées incorporées au carrossage. Les sièges sont de style « Motte » de couleur rouge, assortis aux montants horizontaux du carrossage.

### Intermodalité
La station est desservie par les lignes de bus 39, 70, 80 et 88 du réseau de bus RATP, par la Traverse Brancion-Commerce exploitée par B.E. Green et, la nuit, par les lignes N13 et N62 du Noctilien.

## À proximité
- Square Adolphe-et-Jean-Chérioux
- Mairie du 15e arrondissement
- Maison et atelier du maître-verrier Barillet
- Square Saint-Lambert
- Église Saint-Lambert de Vaugirard

Galerie de photographies
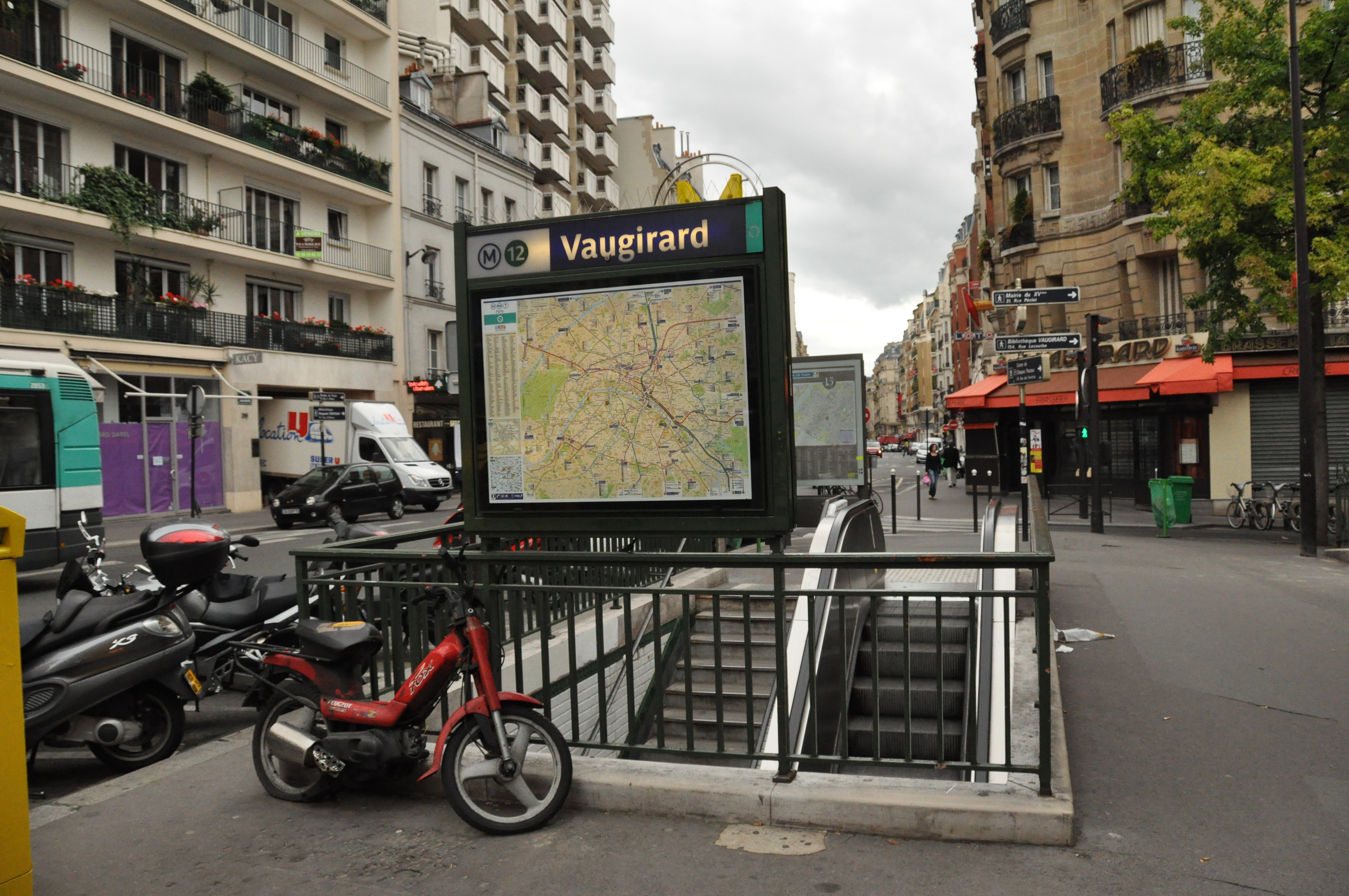
L'entrée de la station.
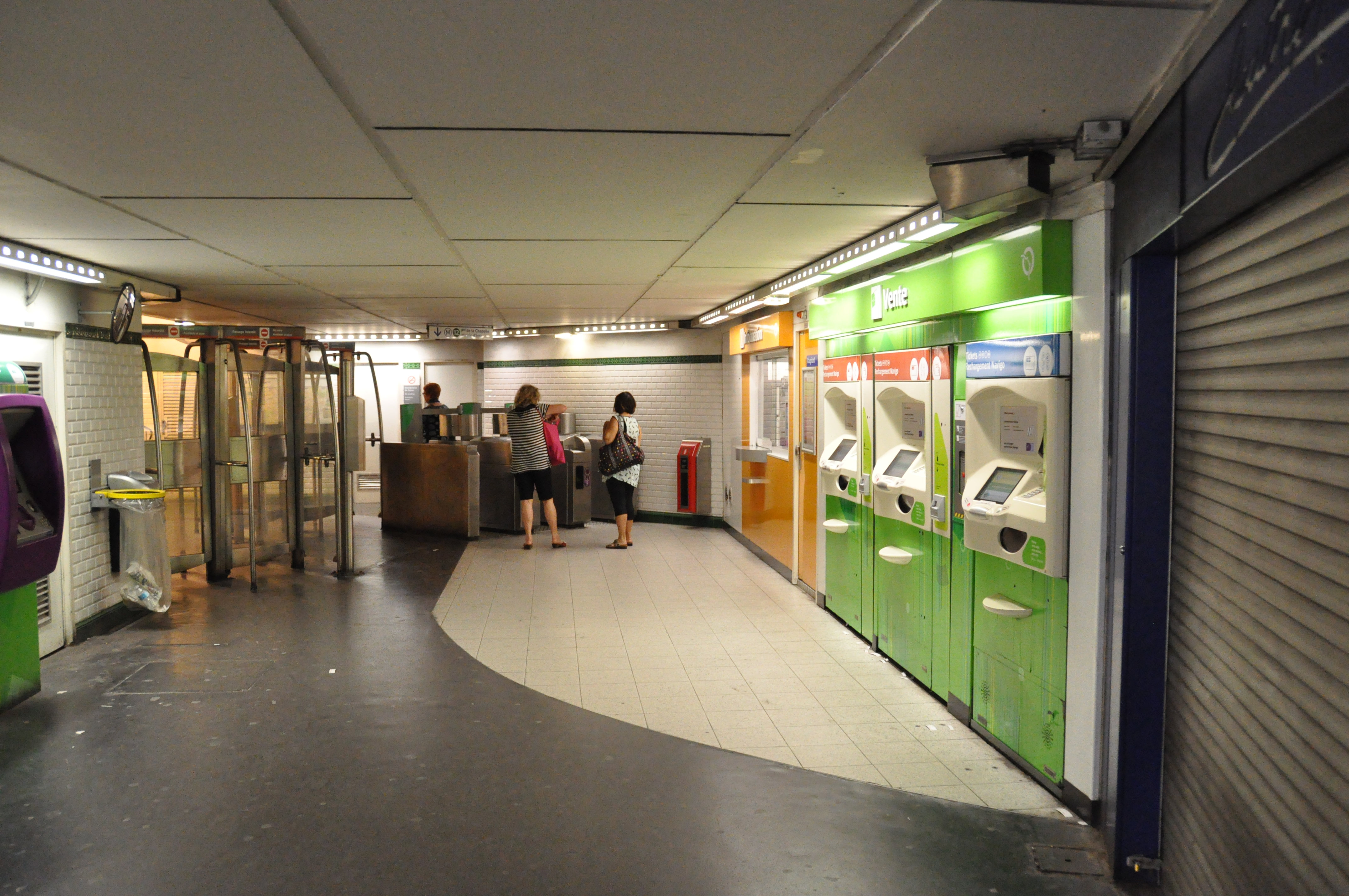
La salle des billets.
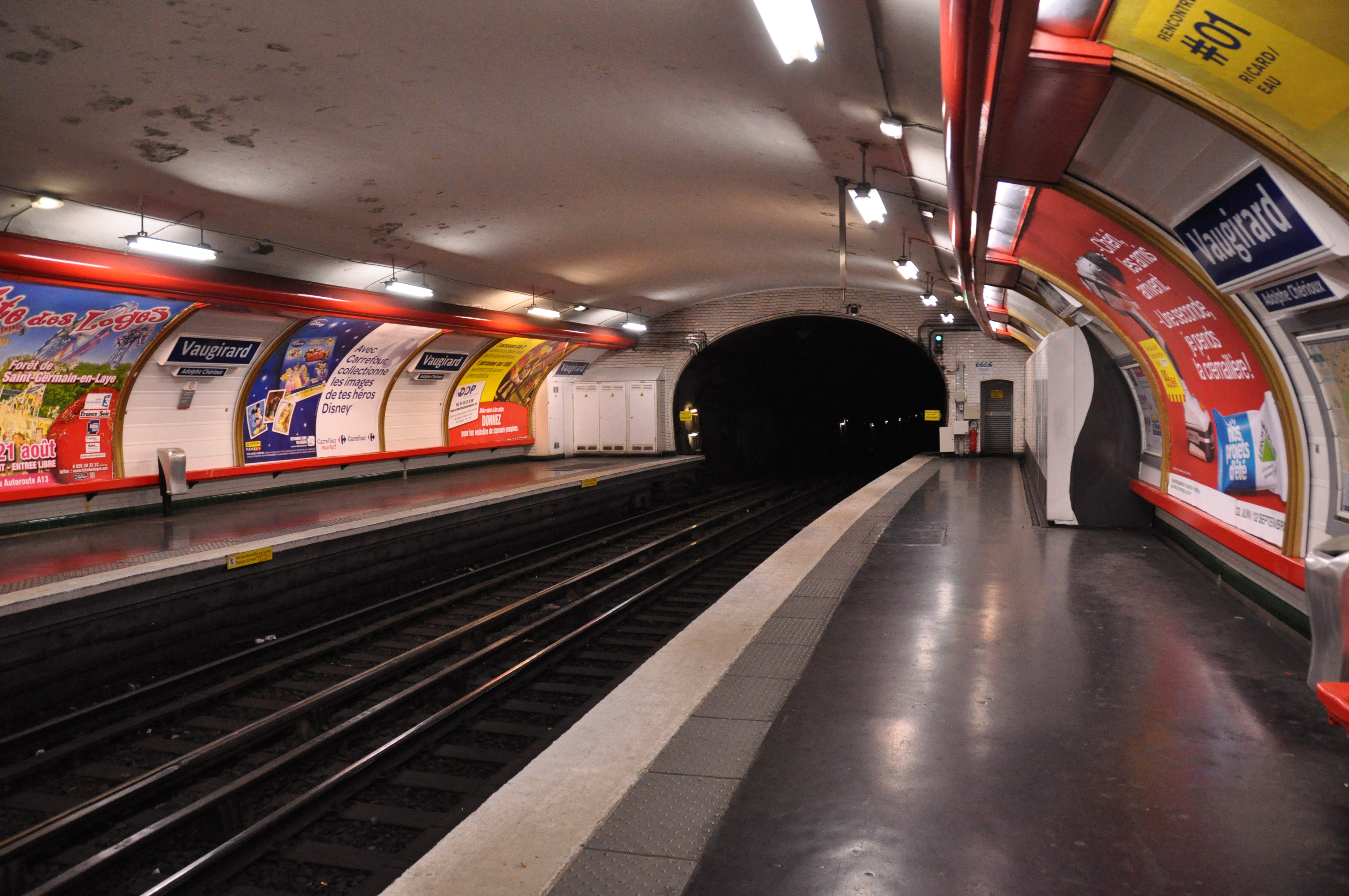
Les quais de la station.